# Schefflera rugosa
Schefflera rugosa là một loài thực vật có hoa trong Họ Cuồng cuồng. Loài này được (Blume) Harms miêu tả khoa học đầu tiên năm 1894.